# مختار (فلم)
مختار هو فيلم تونسي من إخراج الصادق بن عيشة سنة 1968. يعتبر الفيلم الثالث في تاريخ السينما التونسية.

## القصة
مختار كاتب شاب مشهور، يكتب روايته حول فتاة صغيرة تعرّف عليها في الماضي، وهو يحاول البحث عن سبب للحياة في عصر متحرك، يقرر أحد المخرجين عمل فيلم مقتبس عن روايته الأولى، يكتشف أن روايته سوف يتم تشويهها عندما تُحوّل إلى فيلم.

## جوائز
- التانيت البرونزي في أيام قرطاج السينمائية (1968)
- جائزة النقاد في مهرجان دينار الدولي للسينما الناطقة بالفرنسية (1969)

## روابط خارجية
- مختار على موقع IMDb (الإنجليزية)
- مختار على موقع قاعدة بيانات الأفلام العربية
- مختار على موقع أول موفي (الإنجليزية)
- مختار على موقع قاعدة بيانات الفيلم (الإنجليزية)
- مختار على موقع ليتربوكسد (الإنجليزية)